# Kabwelumafälle
Die Kabwelumafälle des Flusses Kalungwishi liegen in der Nordprovinz in Sambia. Sie befinden sich nur sieben Kilometer von den Lumangwe-Fällen entfernt.

## Beschreibung
Die Fälle teilen sich in drei Abschnitte, von denen der eine Fall über einen Pool in den nächsten übergeht. Den Einheimischen gelten sie als heilig, was ihnen verbietet, dort Hütten zu bauen. Von den Fröschen am Wasserfall wird gesagt, sie seien die irdische Inkarnation des Schlangengeistes. 
Der Fluss Kalungwishi bietet eine ganze Reihe imposanter Wasserfälle: die Lumangwe-Fälle, Chimpepefälle, Kabwelumafälle, Kundabwikufälle und Mumbulumafälle.